# Filmfestival Max Ophüls Preis 2021

Logo des Filmfestivals Max Ophüls Preis

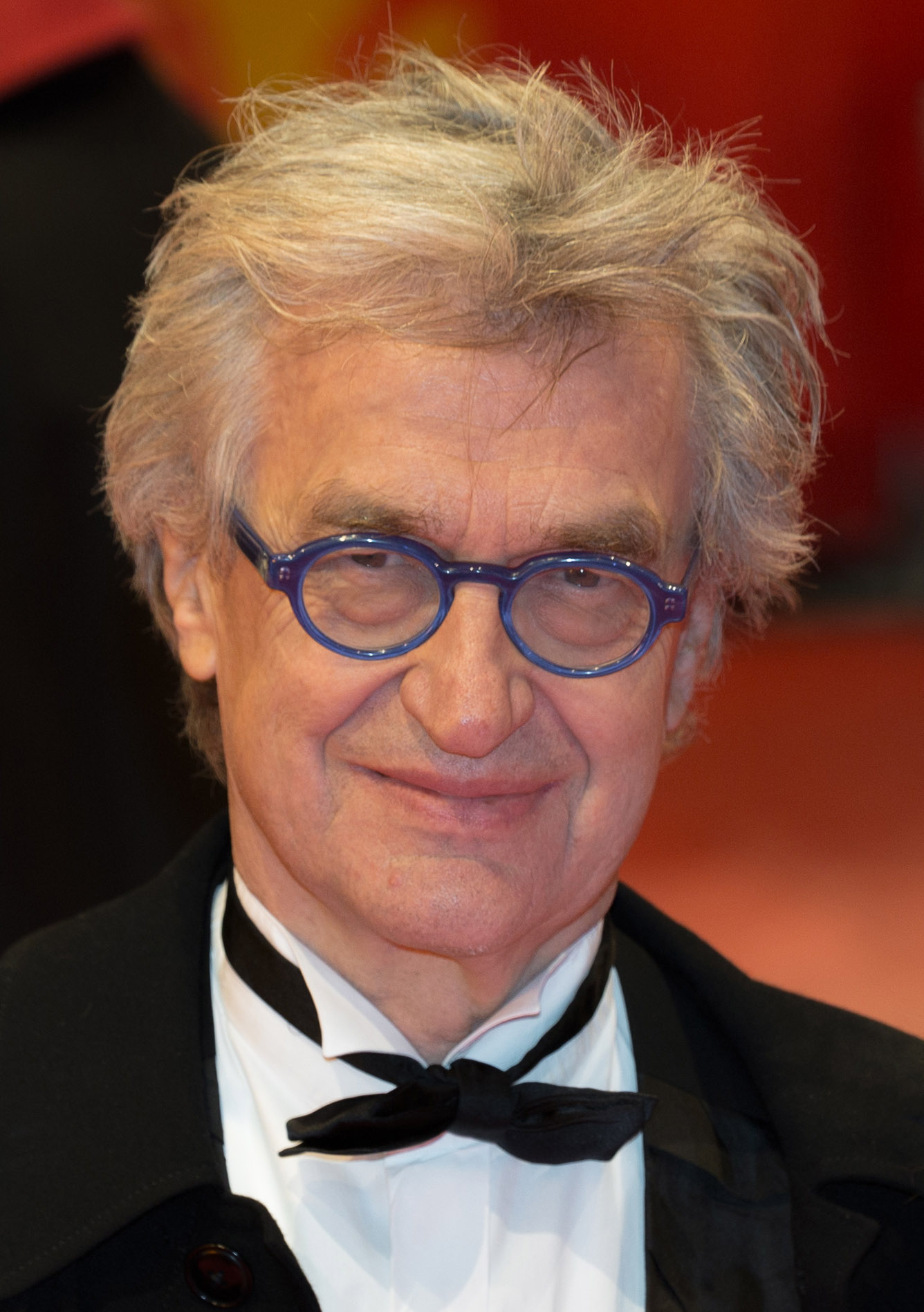
Diesjähriger Ehrenpreisträger: Wim Wenders (Foto: 2017)

Das 42. Filmfestival Max Ophüls Preis (FFMOP) fand vom 17. bis 24. Januar 2021 statt. Aufgrund der COVID-19-Pandemie wurde das wichtigste Nachwuchsfilmfestival für Deutschland, Österreich und die Schweiz nicht wie üblich vor Ort in Kinos in Saarbrücken, sondern komplett als Online-Edition organisiert. Als Eröffnungsfilm wurde die Dokumentation A Black Jesus von Luca Lucchesi ausgewählt, die vom diesjährigen Ehrenpreisträger Wim Wenders produziert wurde.
Präsentiert wurde ein im Vergleich zum Vorjahr leicht strafferes Angebot aus insgesamt 98 langen und kurzen Filmen in 47 Programmen, darunter 50 deutsche Erstaufführungen in den Wettbewerbskategorien Spielfilm (Preisträger: Borga von York-Fabian Raabe), Dokumentarfilm (Preisträger Stollen von Laura Reichwald), Mittellanger Film (Preisträger: Tala’vision von Murad Abu Eisheh) und Kurzfilm (Preisträger: Fische von Raphaela Schmid). Dafür kam eine eigens für das Festival entwickelte Streaming-Plattform zum Einsatz, auf der alle Filme innerhalb von Deutschland vom 18. bis 24. Januar gegen Entgelt gestreamt werden konnten. Für jedes Filmprogramm war eine limitierte Anzahl an Sichtungen möglich, die sich an der maximalen Auslastung eines physischen Festivals orientierte.
Vom 10. bis 17. Januar 2021 wurden zum Verkaufsstart innerhalb der Blauen Woche (früher Blaue Stunde) auf der Streaming-Plattform Schwerpunkte und Highlights des Filmprogramms vorgestellt. Darüber hinaus wurde vom 18. bis 22. Januar auf der Plattform kostenfrei und ohne Anmeldung der MOP-Festivalfunk in Zusammenarbeit mit dem Saarländischen Rundfunk (SR) präsentiert. Der Web-Kanal informierte über Programmtipps, Hintergrundinformationen, Kurzfilme, Musikvideos oder auch SR-Talks mit Filmschaffenden.

## Sektionen

### Wettbewerbe
Das Filmfestival richtete vier Wettbewerbe für Spielfilme, Dokumentarfilme, mittellange Filme und Kurzfilme aus. Preise wurden von sechs Jurys in allen Wettbewerbskategorien vergeben.

#### Bester Spielfilm
Für den Wettbewerb Spielfilm waren Produktionen mit einer Mindestlänge von 65 Minuten zugelassen, soweit sie für eine Kinoauswertung hergestellt und zwischen dem 1. Januar 2020 und 18. Januar 2021 fertiggestellt wurden. Es gelangten ausschließlich Ur- und deutsche Erstaufführungen in die Auswahl des Wettbewerbs (Filme, deren Kinostart bzw. Sendetermin vor dem Festival lagen, und/oder online bereits verfügbar waren, waren vom Wettbewerb ausgeschlossen). Es konkurrierten insgesamt 12 Filme aus Deutschland, Österreich, der Schweiz und Chile um sieben zu vergebene Preise.
Folgende Jurys entschieden über die Preise:
- Jury Wettbewerb Spielfilm: Pegah Ferydoni (Schauspielerin), Nataly Kudiabor (Produzentin), Johannes Maria Schmit (Theatermacher und Filmregisseur, Preisträger 2020) und Ngo The Chau (Kameramann und Filmregisseur).
- Drehbuch-Jury: Daniel Blum (Redakteur beim ZDF), Oliver Hottong (Kulturjournalist beim Saarländischen Rundfunk) und Heide Schwochow (Drehbuchautorin)
- Ökumenische Jury: Guido Convents (Filmjournalist), Birgit Persch-Klein (Medienpädagogin) und Bellinda Sigillò (Sozialjuristischer Dienst der Schweizer Kindes- und Erwachsenenschutzbehörde – KESB)
- Schauspieljury: Ute Bergien (Schauspielagentin), Tim Garde (Schauspieldozent) und Martina Poel (Schauspielerin)
- Jugendjury (in Zusammenarbeit mit der Volkshochschule des Regionalverbandes Saarbrücken)

| Filmtitel                            | Regie                           | Land               | Darsteller (Auswahl)                                                                    |
| ------------------------------------ | ------------------------------- | ------------------ | --------------------------------------------------------------------------------------- |
| 3 Freunde 2 Feinde                   | Sebastian Brauneis              | Österreich         | Marlene Hauser, Noah L. Perktold, Christoph Kohlbacher                                  |
| Borga                                | York-Fabian Raabe               | Ghana, Deutschland | Eugene Boateng, Christiane Paul, Adjetey Anang, Lydia Forson, Joseph Otsiman            |
| Dominio Vigente – Der Wert der Erde  | Juan Mora Cid                   | Chile              | Alvaro Muñoz, Maria Porma, Joel Maripil, Luis Vitalino, Daniel Antivilo                 |
| Fuchs im Bau                         | Arman T. Riahi                  | Österreich         | Aleksandar Petrović, Maria Hofstätter, Luna Jordan, Andreas Lust, Sibel Kekilli         |
| Das Massaker von Anröchte            | Hannah Dörr                     | Deutschland        | Hendrik Arnst, Julian Sark, André Hegner, Mathias Max Herrmann, Theatergruppe Blindflug |
| Nico                                 | Eline Gehring                   | Deutschland        | Sara Fazilat, Javeh Asefdjah, Sara Klimoska, Andreas Marquardt, Brigitte Kramer         |
| Sami, Joe und ich                    | Karin Heberlein                 | Schweiz            | Anja Gada, Rabea Lüthi, Jana Sekulovska, Karim Daoud, Linda Olsansky                    |
| Die Sonne brennt (Le soleil brûle)   | Joséphine Demerliac             | Deutschland        | Zou, Cecil von Renner, Dimitri Stapfer                                                  |
| Trübe Wolken                         | Christian Schäfer               | Deutschland        | Jonas Holdenrieder, Devid Striesow, Valerie Stoll, Max Schimmelpfennig, Peter Jordan    |
| Die Vergesslichkeit der Eichhörnchen | Nadine Heinze, Marc Dietschreit | Deutschland        | Emilia Schüle, Günther Maria Halmer, Fabian Hinrichs, Anna Stieblich                    |
| Von Fischen und Menschen             | Stefanie Klemm                  | Schweiz            | Sarah Spale, Matthias Britschgi, Lia Wagner, Sarah Hostettler, Julian Koechlin          |
| Windstill                            | Nancy Camaldo                   | Deutschland        | Giulia Goldammer, Barbara Krzoska, Thomas Schubert, Anselm Bresgott                     |

#### Bester Dokumentarfilm
Am Wettbewerb Dokumentarfilm konnten erste, zweite und dritte Arbeiten von deutschsprachigen Nachwuchsregisseuren mit einer Länge ab 65 Minuten teilnehmen. Es wurden ausschließlich Ur- und deutsche Erstaufführungen berücksichtigt. Es konkurrierten insgesamt zehn Filme um drei Preise. Die Jury bestand aus der Filmemacherin Carolin Genreith, der Editorin Yana Höhnerbach und dem Filmkomponisten Gary Marlowe.
| Filmtitel             | Regie                           | Land                                            |
| --------------------- | ------------------------------- | ----------------------------------------------- |
| Davos                 | Daniel Hoesl, Julia Niemann     | Österreich                                      |
| Dear Future Children  | Franz Böhm                      | Deutschland, Vereinigtes Königreich, Österreich |
| I am the Tigress      | Thi Hien Mai, Dino Osmanovic    | Deutschland, USA, Österreich                    |
| Mein Vietnam          | Thi Hien Mai, Tim Ellrich       | Deutschland                                     |
| Nichts Neues          | Lennart Hüper                   | Deutschland, Österreich                         |
| Stollen               | Laura Reichwald                 | Deutschland                                     |
| The Case You          | Alison Kuhn                     | Deutschland                                     |
| Väter unser           | Sophie Linnenbaum               | Deutschland                                     |
| Wem gehört mein Dorf? | Christoph Eder                  | Deutschland                                     |
| Wir alle. Das Dorf    | Antonia Traulsen, Claire Roggan | Deutschland                                     |

#### Bester mittellanger Film
Am Wettbewerb Mittellanger Film konnten Produktionen mit einer Länge zwischen ca. 25–65 Minuten teilnehmen. Beteiligen konnten sich deutschsprachige Nachwuchsregisseure, deren Spielfilme Ur- und deutsche Erstaufführungen waren. Es konkurrierten insgesamt zehn Filme um zwei Preise. Aufgeteilt wurde die Auswahl in vier Programme. Der Jury gehörten die Schauspielerin Almila Bagriacik, der Filmemacher Jakob M. Erwa und die Produzentin Kirstin Wille an.
| Filmtitel                      | Regie               | Land                    | Darsteller (Auswahl) |
| ------------------------------ | ------------------- | ----------------------- | --- |
| Adisa                          | Simon Denda         | Kenia, Deutschland      | Victoria Mayer, Jackline Wanjiku, Götz Otto, Robert Agengo                                                              |
| Ba ham                         | Shahab Habibi       | Deutschland             | Reza Brojerdi, Fatima Balaghi, Nazmi Kırık, Roxana Safrabadi, Ramin Yazdani                                             |
| I Want to Return Return Return | Elsa Rosengren      | Deutschland             | Elpiniki Saranti, Maria Kalach, Ramses Komuro Boubaker, Robert Hamill, Stefan Keuneke                                   |
| Ich geh nirgendwohin           | Bidzina Gogiberidze | Deutschland, Georgien   | Imeda Kakhiani, Elene Dvalishvili, Teodore Gignadze, Mariam Katcheishvili                                               |
| Intermezzo                     | Kim Lêa Sakkal      | Deutschland             | Deniz Orta, Klaus Steinbacher, Trish Osmond, Anke Zillich, Uwe Schmieder                                                |
| Jackfruit                      | Thùy Trang Nguyễn   | Deutschland             | Hồng Ngọc Lê, Dần Boldt, Mai Phương Kollath, Shari Asha Crosson, Mehmet Yılmaz                                          |
| Magda fährt Motorrad           | Lisa Hasenhütl      | Österreich              | Maya Unger, Alexander Jagsch, Jack Hofer, Mariam Hage, Kerim Waller, Fanny Krausz                                       |
| Postkids                       | Julian Pawelzik     | Deutschland             | Maj-Britt Klenke, Luise von Finckh, Romina Küper, Helen Woigk, Lou Strenger, Uwe Schmieder, Hans Richter, Ulrike Prager |
| Rotten Candy                   | Jade Li             | Deutschland, Schottland | Bobby Rainsbury, Gilly Gilchrist                                                                                        |
| Tala’vision                    | Murad Abu Eisheh    | Deutschland, Jordanien  | Aesha Balasem, Ziad Bakri, Khalid Al Tarifi                                                                             |

#### Bester Kurzfilm
Der Wettbewerb Kurzfilm soll u. a. innovative Tendenzen deutschsprachiger Nachwuchsregisseure fördern. Ur- und deutsche Erstaufführungen von Kurzfilmen mit einer Länge von bis zu ca. 25 Minuten waren zugelassen. Insgesamt wurden 18 Kurzfilme ausgewählt, die um zwei Preise konkurrierten. Die Jury für mittellange Filme vergab die Preise.
| Filmtitel                                    | Regie                          | Land                                      | Darsteller (Auswahl)                                                                                                  |
| -------------------------------------------- | ------------------------------ | ----------------------------------------- | --- |
| Auto                                         | Jakob Grunert                  | Deutschland                               | Nina Gummich, Anton von Lucke                                                                                         |
| Bićemo najbolji (Wir werden die Besten sein) | Jelena Vujović                 | Schweiz                                   | Aleksandra Jovanović, Petar Đurđević, Dejana Gajdaš, Hadži Nenad Maričić, Valentina Vujović                           |
| Echo (Yanki)                                 | Hazal Kara, Sezin Ertek        | Türkei, Deutschland                       | Bengü Ergin Balta, Aslı Şahin, Ahmet Yaşar, Özge Özel, Mihriban Temizler                                              |
| Fische                                       | Raphaela Schmid                | Österreich                                | Roman Binder, Julia Richter, Marlene Hauser, Marie-Christine Ablöscher, Peter Pertusini                               |
| Das Gegenteil von Ewigkeit                   | Joshua Jádi                    | Österreich, Deutschland                   | Anna Posch, Sonja Romei, Erni Mangold, Paul Matić                                                                     |
| Götterdämmerung                              | David Uzochukwu, Faraz Shariat | Deutschland, England, Kroatien, Slowenien | Mathilda Maier-Rothe, Jens Maier-Rothe, Ksenija Pribilovic, Marina Odza, Darko Benzon                                 |
| Handbook for a Privileged European Woman     | Alma Buddecke                  | Deutschland                               | Aggy K. Adams |
| Hasen in einer Wiese                         | Leonie Kellein                 | Deutschland, Niederlande                  | Jirka Zett, Anne Müller, Marie Jung, Oskar, Isabel, Carolin von Hülsen, Kaija Simon                                   |
| Hitzig – Ein Saunagang                       | Katharina Bischof              | Deutschland                               | Antonia Bill, Nicole Marischka, Yung Ngo, Mathilde Bundschuh, Barbara Philipp, Amanda da Gloria                       |
| I Am                                         | Jerry Hoffmann                 | Deutschland                               | Sheri Hagen, Melodie Wakivuamina                                                                                      |
| Kollegen                                     | Jannis Alexander Kiefer        | Deutschland                               | Gisa Flake, Fritz Roth, Gregor Knop, Michael Baral, Frank Albrecht, Elaine Cameron                                    |
| Life on the Horn                             | Mo Harawe                      | Somalia, Österreich, Deutschland          | Maxamed Axmed Maxamed, Xuseen Abdirisaaq, Faadumo Abshir, Mohamed Hersi, Maxamed Maxamuud Jamac, Cabdiraxmaan Maxamed |
| Paradiesvogel                                | Jannik Weiße                   | Deutschland                               | Noah Tinwa, Safinaz Sattar                                                                                            |
| Smallrats                                    | Lisa Miller                    | Deutschland                               | Pico Warmt, Sandra Lattke, Paul Hoenemann, Kathi Wolf, Fred Rubell, Ringo Gill                                        |
| Sunshine Acid                                | Gitti Grüter                   | Schweiz                                   | Vera Flück, Maria Vollmann                                                                                            |
| Trumpets                                     | Kevin Haefelin                 | Schweiz                                   | Mao Sone, Didier Flamand, Marco-Antonio Rodriguez, Emmanuel Maldonado                                                 |
| Waid                                         | Lorenz Piehl                   | Deutschland                               | Jonathan Lade, Martin Wangler, Annette Mayer                                                                          |
| Zahm (Mansa)                                 | Mariana Bártolo                | Deutschland, Portugal                     | Filipa Gonçalves, Morgana Moutinho, Daniel Silva, Diana Sá, Pedro Frias                                               |

### Programmreihen

#### MOP-Watchlist
In der Reihe wird regelmäßig eine Auswahl der besten deutschsprachigen Nachwuchsfilme aus dem zurückliegenden Produktionsjahr präsentiert. Dabei werden bevorzugt auch aktuelle Arbeiten ehemaliger Festivalteilnehmer gezeigt. Sie wird vom Festival als umfassendste Jahresschau des jungen deutschsprachigen Films prograpiert.
| Filmtitel                      | Regie                | Land        | Darsteller / Anmerkung                                                  |
| ------------------------------ | -------------------- | ----------- | ----------------------------------------------------------------------- |
| Displaced                      | Sharon Ryba-Kahn     | Deutschland | Dokumentarfilm                                                          |
| Endjährig                      | Willi Kubica         | Deutschland | Matthias Lier, Peter Meinhardt, Mina Sagdic                             |
| Freak City                     | Andreas Kannengießer | Deutschland | Luke Piplies, Dana Cērmane, Julia Müller, Sophia Schilling, Azul Gramss |
| König Bansah und seine Tochter | Agnes Lisa Wegner    | Deutschland | Dokumentarfilm                                                          |
| Mit eigenen Augen              | Miguel Müller-Frank  | Deutschland |                                                                         |
| Rivale                         | Marcus Lenz          | Deutschland | Yelizar Nazarenko, Maria Bruni, Udo Samel, Axel Vent, Jule Böwe         |

#### MOP-Watchlist: Saarland
Zeit der Monster – Regie: Tor Iben (Deutschland), Darsteller: Nina Queer, Wolfgang Reeb, Fu Ciang Yang, Edda Petri, Susan Ebrahimi

#### MOP-Shortlist
Diese Reihe bot Einblick in Kurzfilmarbeiten junger deutschsprachiger Regisseure von Filmhochschulen sowie auch unabhängige Produktionen. Sie teilte sich auf in die vier Programme MOP-Shortlist: Dok, MOP-Shortlist: Fiktion, MOP-Shortlist: Neue Horizonte und MOP-Shortlist: Saarland.

##### Dokumentar-Kurzfilme (Dok)
| Filmtitel                  | Regie             | Land        |
| -------------------------- | ----------------- | ----------- |
| Pakeha                     | Dorian Barbera    | Neuseeland  |
| Seepferdchen               | Nele Dehnenkamp   | Deutschland |
| Independence               | Michael Schwarz   | Deutschland |
| Aus den Augen aus dem Sinn | Anna-Maria Dutoit | Deutschland |
| Cuntview                   | Sarang Nes        | Deutschland |

##### Kurzfilme (Fiktion)
| Filmtitel                                | Regie                                                                          | Land                | Darsteller (Auswahl)                                                             |
| ---------------------------------------- | ------------------------------------------------------------------------------ | ------------------- | -------------------------------------------------------------------------------- |
| Bambirak                                 | Zamarin Wahdat                                                                 | USA, Deutschland    | Lara Cengiz, Kailas Mahadevan, Merle Collet, Oscar Zikur, Käthe Dugaro           |
| Fischstäbchen                            | Adriana Mrnjavac                                                               | Österreich          | Jack Hofer, Benedikt Haager, Sandra Hartlauer, Felix Kreutzer, Annalena Kubinger |
| Have a Nice Dog!                         | data-sort-value="MaghoutJalal Maghout, Jalal"\| [[Jalal MaghoutJalal Maghout]] | Deutschland, Syrien | Animationsfilm                                                                   |
| Sommerregen                              | Julia Skala, Oscar Jacobson                                                    | Deutschland         | Animationsfilm                                                                   |
| Die Vergänglichkeit des Bernd Hasselhuhn | Max Rainer                                                                     | Deutschland         | Leo Meier, Reinhart Mahlberg, Angelika Hart, Antonio Lallo, Christoph Hofrichter |
| Leib                                     | Marijana Verhoef                                                               | Deutschland         | Dustin Schanz, Susanne Bredehöft                                                 |

##### Neue Horizonte
| Filmtitel                        | Regie                                                           | Land        | Anmerkung / Darsteller (Auswahl)                                                     |
| -------------------------------- | --------------------------------------------------------------- | ----------- | ------------------------------------------------------------------------------------ |
| How to Disappear                 | Total Refusal (Leonhard Müllner, Robin Klengel, Michael Stumpf) | Österreich  | Animationsfilm                                                                       |
| J’ai arrêté de caresser le chien | Lisa Gertsch                                                    | Schweiz     | Dokumentarfilm                                                                       |
| Der natürliche Tod der Maus      | Katharina Huber                                                 | Deutschland | Animationsfilm                                                                       |
| Salidas                          | Michael Fetter Nathansky                                        | Deutschland | Anna Castillo, Christiane „La Mona“, Ñusta Kolter Irazoque, Ebla Sadek, Jonas Walter |
| Passage                          | Ann Oren                                                        | Deutschland | Simon(e) Jaikiriuma Paetau, Susan Dutta, Figeac                                      |

##### Saarland
| Filmtitel                   | Regie               | Land        | Anmerkung / Darsteller (Auswahl)                                                   |
| --------------------------- | ------------------- | ----------- | ---------------------------------------------------------------------------------- |
| Die Formel                  | Jörn Michaely       | Deutschland | Johanna Bönninghaus, Hartmut Volle                                                 |
| Die Frau ohne Eigenschaften | Siwei Li            | Deutschland | Essayfilm                                                                          |
| Glückstelefon               | Nicola Bläs         | Deutschland | Chadi Yakoub, Melina Heuft                                                         |
| Nicht wie du                | Nicolas Schönberger | Deutschland | Robin Leo Hoffmann, Jessica Lissok, Anne Roemeth, Felix Steinhardt, Robert Naumann |
| Undenkbar                   | Katharina Schacke   | Deutschland | Dokumentarfilm                                                                     |

#### Kinderfilmreihe
Neben einer aktuellen Kinoproduktion umfasste die Kinderfilmreihe vier internationale Kurzfilme die im Rahmen der European Broadcasting Union (EBU) entstanden sind. Die Federführung dort nahm für die ARD der Saarländische Rundfunk wahr.
Drachenreiter – Regie: Tomer Eshed (Deutschland), Animationsfilm

##### EBU-Kinderkurzfilme
| Filmtitel              | Regie              | Land        | Anmerkung / Darsteller (Auswahl)                                                                         |
| ---------------------- | ------------------ | ----------- | --- |
| Die doppelte Tina      | Bonnie Dempsey     | Irland      | Spielfilm                                                                                                |
| Der Hund und ich       | Mairead Hamilton   | Schottland  | Spielfilm                                                                                                |
| Ein Tier ganz für mich | Čejen Černić Čanak | Kroatien    | Spielfilm                                                                                                |
| Wolfsbande             | Lydia Bruna        | Deutschland | Janka Horakova, Lola du Bled Michels, May Fischer, Amy Fürstenfeld, Eda-Jülide Sari, Karlotta Kolodzeike |

### Sonderprogramme

#### Kurzfilmprogramm: Atelier Ludwigsburg-Paris
Das Filmfestival kooperiert seit Jahren mit dem Atelier Ludwigsburg-Paris. Dabei handelt es sich um ein einjähriges Weiterbildungsprogramm für Filmproduktion, Finanzierung, Vertrieb und Marketing an der Filmakademie Ludwigsburg. Aus dem Programm wurden Kurzfilme gezeigt.
| Filmtitel                                     | Regie                | Land                    | Darsteller / Anmerkung |
| --------------------------------------------- | -------------------- | ----------------------- | --- |
| Artgerecht                                    | Carly Coco Schrader  | Deutschland, Frankreich | Christian Holzmann, Anton Nürnberg, Gisela Aderhold                                                                                             |
| Ausgeschwärmt                                 | Malin Koch           | Deutschland, Frankreich | Ruzica Hajdari, Genet Zegay |
| Extra-würzig (L’empoté)                       | Carlos Abascal Peiró | Frankreich, Deutschland | Olivier Broche, Laurent Eychenne |
| Die Katze von nebenan (Le chat d’à côté)      | Lisa Sallustio       | Frankreich, Deutschland | Maya Lombard, Jules Lanzaro, Emmanuelle Bourgerol, Arnaud Botman                                                                                |
| Ein kleiner Schnitt                           | Marleen Valien       | Deutschland, Frankreich | Josephine Thiesen, Konrad Singer, Louis Hofmann, Stella Markert                                                                                 |
| Der Larsen-Effekt                             | Kévin Té             | Frankreich, Deutschland | Gabriel Anselmo, Emilia Fullana, Paul Le Bourdon, Catherine Sohier                                                                              |
| Süsser Sommer                                 | Sabrina Mertens      | Deutschland, Frankreich | Julia Dorothee Brunsch, Alma Marie Brunsch, Rosa Magdalena Brunsch, Anneliese Schnitzler, Naomi Razgoeva, Thomas von Eichhorn, Shahin Kalantari |
| Sprung ins kalte Wasser (Mouiller le maillot) | Azedine Kasri        | Frankreich, Deutschland | Yvan Naubron, Matthias Quiviger, Juliette Bontemps, Fahmi Guerbaa                                                                               |
| Zawal – Vor dem Ende                          | Mujtaba Saeed        | Deutschland, Frankreich | Paolo Al Shahhaf, Diana Kadah, Katharina Walther                                                                                                |

#### Kurz.Film.Tour – Der Deutsche Kurzfilmpreis
Das Programm präsentierte eine Auswahl an Kurzfilmen, die im vergangenen Herbst mit dem Deutschen Kurzfilmpreis ausgezeichnet wurden oder eine Nominierung erhielten.
| Filmtitel          | Regie                          | Land        | Darsteller / Anmerkung                                                                    |
| ------------------ | ------------------------------ | ----------- | ----------------------------------------------------------------------------------------- |
| In den Binsen      | Clara Zoë My-Linh von Arnim    | Deutschland | Til Schindler, Cristin König, Harald Geil                                                 |
| Just a Guy         | Shoko Hara                     | Deutschland | animierter Dokumentarfilm                                                                 |
| Land of Glory      | Borbála Nagy                   | Deutschland | Hanna Angelus, Nóra Rainer-Micsinyei, Zsuzsa Faragó, Péter Janklovics                     |
| Masel Tov Cocktail | Arkadij Khaet, Mickey Paatzsch | Deutschland | Alexander Wertmann, Mateo Wansing Lorrio, Steffen C. Jürgens, Petra Nadolny, Luke Piplies |

#### Gastprogramm Filmfestival Cottbus
Saarbrücken ist Partnerstadt von Cottbus, wo das dortige Filmfestival (FFC) als international mit führend für den osteuropäischen Film gilt. FFMOP und FFC tauschen jährliche eine filmische Entdeckung aus.
Schönborn – Regie: Maxim Melnyk (Deutschland), Dokumentarfilm

## Auszeichnungen
Beim Festival 2021 wurden Max Ophüls Preise in 16 Kategorien und Preisgelder in Höhe von 118.500 Euro an die Wettbewerbsteilnehmer vergeben. Neben 12 Jury- waren auch vier Publikumspreise ausgelobt (Zuschauerabstimmung per Online-Voting während der Festivalwoche). Die Preisverleihung wurde als Livestream am 23. Januar 2021 gesendet und von Tobi Krell moderiert. Die Laudationen der jeweiligen Jurys wurden voraufgezeichnet, während die Gewinner live zugeschaltet wurden.
Die Preiskategorien und Gewinner im Überblick:

### Wettbewerb Spielfilm
- Max Ophüls Preis: Bester Spielfilm (Dotierung: 36.000 Euro) – Borga (Regie: York-Fabian Raabe)
- Max Ophüls Preis: Beste Regie (Filmpreis des Saarländischen Ministerpräsidenten, dotiert mit 5500 Euro) – Arman T. Riahi (Fuchs im Bau)
- Max Ophüls Preis: Fritz-Raff-Drehbuchpreis (Dotierung: 13.000 Euro) – Arman T. Riahi (Fuchs im Bau)
- Max Ophüls Preis: Publikumspreis Spielfilm (Dotierung: 5000 Euro) – Borga (Regie: York-Fabian Raabe)
- Max Ophüls Preis für den gesellschaftlich relevanten Film (gestiftet von der Bundeszentrale für politische Bildung und Deutschlandfunk Kultur, Dotierung: 5000 Euro) – Eugene Boateng, Associate Producer und Schauspieler (Borga)
- Max Ophüls Preis: Preis der Jugendjury (gestiftet von der Bundeszentrale für politische Bildung und Landeszentrale für politische Bildung Saarland, Dotierung: 2500 Euro) – Fuchs im Bau (Regie: Arman T. Riahi)
- Preis der Ökumenischen Jury (Dotierung: 2500 Euro) – Borga (Regie: York-Fabian Raabe)

### Wettbewerb Dokumentarfilm
- Max Ophüls Preis: Bester Dokumentarfilm (Dotierung: 7500 Euro) – Stollen (Regie: Laura Reichwald)
- Max Ophüls Preis: Beste Musik in einem Dokumentarfilm (Dotierung: 5000 Euro) – Dascha Dauenhauer und Alison Kuhn (The Case You)
- Max Ophüls Preis: Publikumspreis Dokumentarfilm (Dotierung: 5000 Euro) – Dear Future Children (Regie: Franz Böhm)

### Wettbewerb Mittellanger Film
- Max Ophüls Preis: Bester Mittellanger Film (Dotierung: 5000 Euro) – Tala’vision (Regie: Murad Abu Eisheh)
- Max Ophüls Preis: Publikumspreis Bester Mittellanger Film (Dotierung: 5000 Euro) – Tala’vision (Regie: Murad Abu Eisheh)

### Wettbewerb Kurzfilm
- Max Ophüls Preis: Bester Kurzfilm (Dotierung: 5000 Euro) – Fische (Regie: Raphaela Schmid)
- Max Ophüls Preis: Publikumspreis Bester Kurzfilm (Dotierung: 5000 Euro) – Trumpets (Regie: Kevin Haefelin)

### Bester Schauspielnachwuchs
Sektionsübergreifend war der Max Ophüls Preis für den Besten Schauspielnachwuchs ausgelobt, bei dem zwei Preisträger gekürt werden (Dotierung jeweils 3000 Euro). Die Auszeichnung wurde durch die Schauspieljury bestehend aus Ute Bergien (Schauspielagentin), Tim Garde (Schauspieldozent) und Martina Poel (Schauspielerin) vergeben. Die Jurymitglieder durften in der Berücksichtigung von Haupt- und Nebenrollen sowie der Geschlechterspezifik frei entscheiden. Die Nominierungen wurden bereits vor Festivalbeginn bekanntgegeben.
Preisträger:
- Sara Fazilat (Nico) – Wettbewerb Spielfilm
- Jonas Holdenrieder (Trübe Wolken) – Wettbewerb Spielfilm

Nominierungen:
- Eugene Boateng (Borga) – Wettbewerb Spielfilm
- Giulia Goldammer (Windstill) – Wettbewerb Spielfilm
- Luna Jordan (Fuchs im Bau) – Wettbewerb Spielfilm
- Deniz Orta (Intermezzo) – Wettbewerb Mittellanger Film
- Thomas Schubert (Windstill) – Wettbewerb Spielfilm

### Ehrenpreis
Wim Wenders
Die vorab in Berlin aufgezeichnete Verleihung des Ehrenpreises wurde am Eröffnungstag des Festivals gestreamt. Daran schloss sich die Aufführung von Luca Lucchesis Dokumentation A Black Jesus an, den Wenders mitproduziert hat. Der Film beleuchtet die Verehrung einer schwarzen Jesus-Statue in dem sizilianischen Dorf Siculiana. Als dort eine Gruppe untergebrachter Flüchtlinge aus Afrika an der religiösen Tradition teilnehmen möchte, kommt es zu Spannungen unter den Dorfbewohnern.